# Svetoblažje
Svetoblažje falu Horvátországban, Eszék-Baranya megyében. Közigazgatásilag Trnavához tartozik.

## Fekvése
Eszéktől légvonalban 44, közúton 56 km-re, Diakovártól légvonalban 10, közúton 15 km-re délnyugatra, községközpontjától 3 km-re északkeletre, Szlavónia középső részén, a Dilj-hegység délkeleti lejtőin, a Breznica-patak völgye felett fekszik.

## Története
A település a középkorban is létezett. 1422-ben „Blasincz”, 1428-ban „Blasyncz”, 1474-ben „Blasincz” alakban említik. Névna várának tartozéka volt. Nevét Szent Balázs tiszteletére szentelt templomáról kapta. A középkori keresztény lakosság átvészelte a török megszállást is egészen 1683-ig, amikor a Bécs ellen vonuló török sereg kifosztotta és lerombolta a települést. Ennek következtében a lakosság elmenekült és a falu kihalt. 1697-ben az üres faluba öt, Boszniából érkezett pravoszláv család telepedett le. A 18. században a lakosság tovább gyarapodott, 1758-ban 13 lakott ház állt a településen. A falu a 19. században is tisztán szerb falu maradt, az első horvát családok csak a 20. század elején települtek be.
Az első katonai felmérés térképén „Sveto Blas” néven található. Lipszky János 1808-ban Budán kiadott repertóriumában „Szveto-Blasie” néven szerepel. Nagy Lajos 1829-ben kiadott művében „Blasje” néven 39 házzal, 236 ortodox vallású lakossal találjuk.
A településnek 1857-ben 219, 1910-ben 293 lakosa volt. Verőce vármegye Diakovári járásának része volt. Az 1910-es népszámlálás adatai szerint lakosságának 89%-a szerb, 9%-a horvát anyanyelvű volt. Az első világháború után 1918-ban az új szerb-horvát-szlovén állam, majd később (1929-ben) Jugoszlávia része lett. 1991-től a független Horvátországhoz tartozik. 1991-ben lakosságának 65%-a szerb, 26%-a horvát, 4%-a jugoszláv nemzetiségű volt. 2011-ben a településnek 70 lakosa volt.

## Lakossága
| Lakosság változása | Lakosság változása | Lakosság változása | Lakosság változása | Lakosság változása | Lakosság változása | Lakosság változása | Lakosság változása | Lakosság változása | Lakosság változása | Lakosság változása | Lakosság változása | Lakosság változása | Lakosság változása | Lakosság változása | Lakosság változása |
| ------------------ | ------------------ | ------------------ | ------------------ | ------------------ | ------------------ | ------------------ | ------------------ | ------------------ | ------------------ | ------------------ | ------------------ | ------------------ | ------------------ | ------------------ | ------------------ |
| 1857               | 1869               | 1880               | 1890               | 1900               | 1910               | 1921               | 1931               | 1948               | 1953               | 1961               | 1971               | 1981               | 1991               | 2001               | 2011               |
| 219                | 233                | 170                | 196                | 240                | 293                | 314                | 333                | 354                | 340                | 293                | 255                | 207                | 139                | 96                 | 70                 |